# Беклемишев, Михаил Николаевич

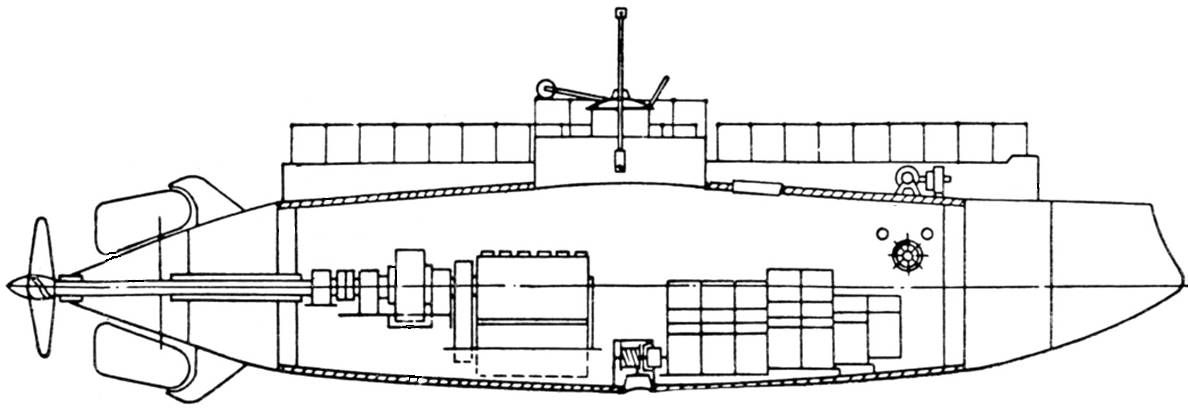
Схема общего вида «Дельфина»

Михаил Николаевич Беклемишев (1858—1936) — русский военный моряк, генерал-майор по адмиралтейству (1910), основоположник торпедного дела в России, один из первых российских подводников и подводных кораблестроителей.

## Биография
Родился 26 сентября 1858 года в селе Божениново Алексинского уезда Тульской губернии (ныне Алексинский район Тульской области), выходец из древнего русского рода Беклемишевых. Брат Н. Н. Беклемишева.
- 1879 — окончил Техническое училище морского ведомства.
- 1884 — окончил Минный офицерский класс. Служил минным офицером на кораблях Балтийского флота и преподавал в Минной школе.
- 1890 — окончил механическое отделение Морской академии, а в 1891 году и кораблестроительное отделение.
- 1891—1898 — служил минным офицером на миноносцах «Взрыв» и «№ 39».
- 1896—1902 — преподавал в Минном офицерском классе (одновременно командуя кораблями).
- 1901 — вошел в комиссию по проектированию подводной лодки (ПЛ). В составе комиссии И. С. Горюнов, И. Г. Бубнов. Выполнял работы по разработке механизмов вооружения и электротехники. Был направлен в США, где участвовал в погружении ПЛ «Фултон» конструкции Д. Голланда. Был наблюдающим за постройкой ПЛ «Дельфин» и её первым командиром.
- 1902—1904 — командир наставник экипажей новостроящихся лодок. Выдавал заказы на поставку оборудования, проводил испытания и отправкой ПЛ во Владивосток.
- 1905 — в чине капитана 1-го ранга руководил формированием учебных отрядов подводного плавания. Создал первую в России — «гидрографическую мастерскую». По его инициативе инженер Балтийского завода Р. Г. Ниренберг предложил мембранный прибор «акустического телеграфирования через воду».
- 1908—1909 — заведовал отделением подводного плавания МТК.
- 1910 — уволен в отставку с чином генерал-майора по адмиралтейству, после чего преподавал в Петербургском политехническом институте и был консультантом на Балтийском заводе.

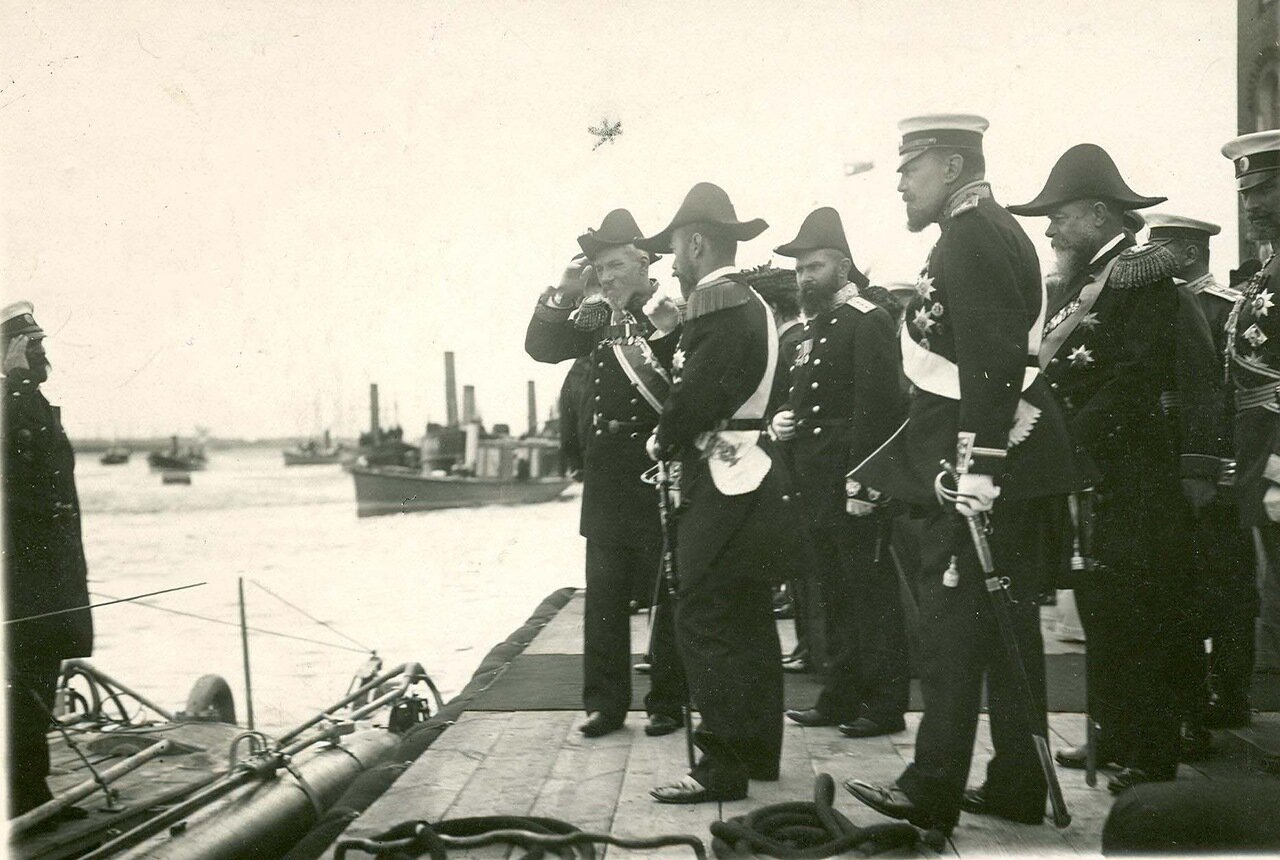
СПб. Николай II принимает доклад командира подлодки «Дельфин» капитана 2 ранга М. Н. Беклемишева. 1903 г.

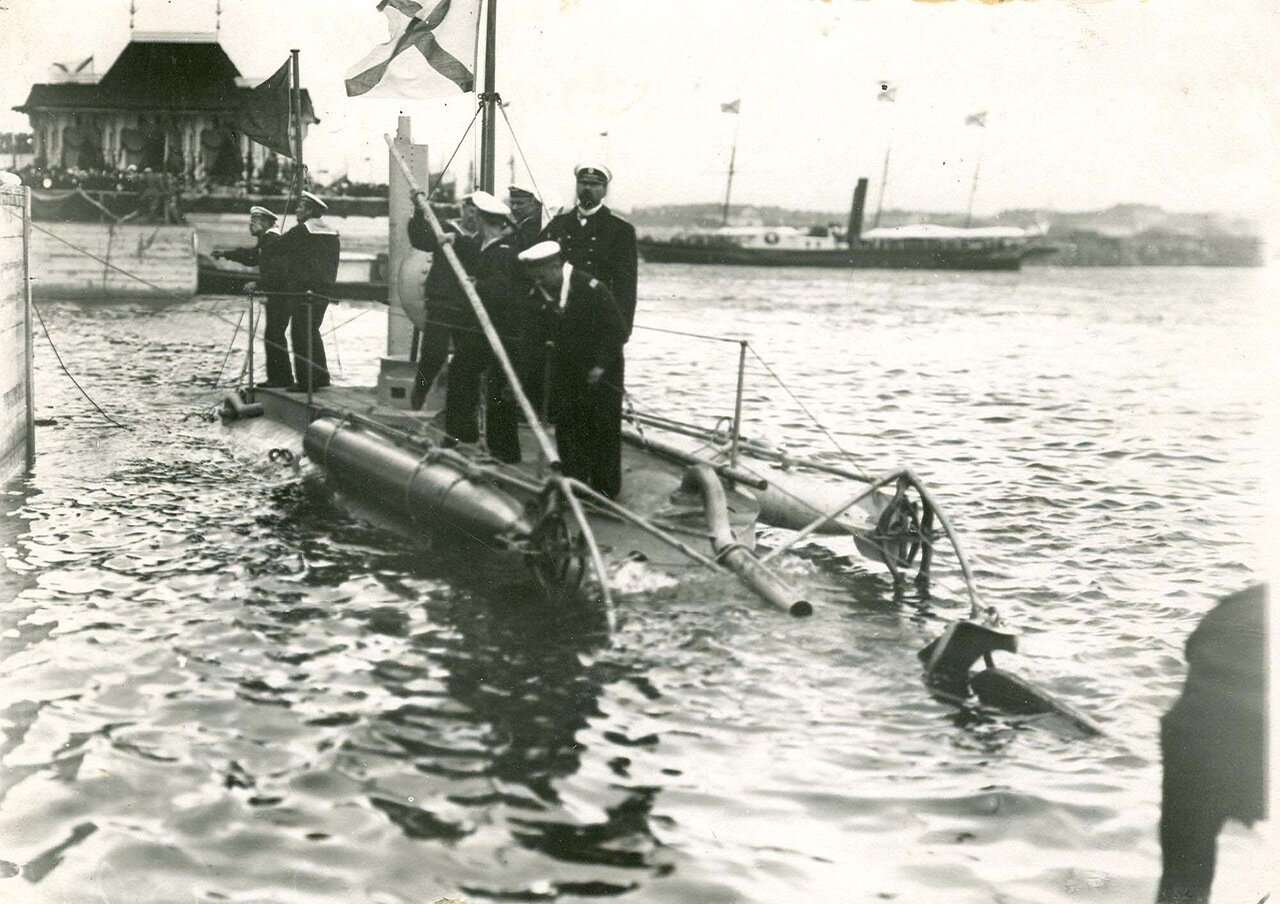
Спуск на воду подлодки «Дельфин» c Беклемишевым на мостике. Около 1903 г.

В 1918 году работал в комиссии по судостроению, в 1919 году начальник отдела подплава Главного управления кораблестроения Морских сил Республики, в 1920 году был арестован органами ГПУ, но вскоре отпущен.
В дальнейшем работал в Особом техническом бюро Научно-технического отдела ВСНХ, где заведовал частью подводного плавания, командовал опытным судном «Микула» и снова арестован органами НКВД.
В 1931 году вышел на пенсию. В 1935 году снова арестован и снова отпущен.
Скончался 18 февраля 1936 года в Ленинграде и был похоронен на Никольском кладбище, могила утрачена.

## Адреса в Ленинграде
- Малый пр. П. С., 26—28 / Пионерская улица, 11 (1910-е годы)

## Награды
- Орден Святого Владимира IV степени с бантом за 25 лет службы в офицерских чинах
- Орден Святой Анны III степени (1898)
- Орден Святого Станислава II степени
- Орден Святого Станислава III степени (1895)
- Светло-бронзовая Медаль «В память русско-японской войны» (1906) (1906)
- Медаль «В память 100-летия Отечественной войны 1812 г.» (1912)
- Медаль «В память 300-летия царствования дома Романовых» (1913)
- Медаль «В память 200-летия морского сражения при Гангуте» (1914)

## Семья
- Дед — Пётр Беклемишев (1794—1861), помещик[1].
- Отец — Николай Беклемишев (1833—1866), лейтенант[1].
- Брат — Беклемишев, Николай Николаевич (1857 — после 1926) — военный моряк, гидрограф, писатель, масон, основатель и председатель «Лиги обновления флота», издатель и редактор журнала «Море», генерал-майор по адмиралтейству.
- Сын — Владимир Беклемишев, капитан сухогрузов «Пионер» и «Репино» Балтийского морского пароходства, в честь него назван океанский спасатель — «Капитан Беклемишев».
- Внук — Михаил Беклемишев, капитан Балтийского судостроительного завода.